# 蘇元駅
蘇元駅（そげんえき）は、中華人民共和国 広東省広州市黄埔区に位置する広州地下鉄6号線と21号線の駅である。

## 歴史
- 2016年12月28日: 6号線二期目の駅として開業[1]。
- 2019年12月20日：21号線の開業により、乗り換え駅となる[2]。

## 隣の駅
広州地下鉄
■ 6号線
暹崗駅 - 蘇元駅 - 蘿崗駅
■ 21号線
科学城駅 - 蘇元駅 - 水西駅